# Kelly Fairchild
Kelly Fairchild (Hibbing, Minnesota, 1973, április 9. –) amerikai profi jégkorongozó.

## Karrier
A Wisconsin Egyetemen hokizott 1991–1994 között három évet és közben az 1991-es NHL-drafton a Los Angeles Kings a hetedik kör 152. helyén draftolta. Az AHL-ben a St. John's Maple Leafsben szerepelt másfél évet mikor a Toronto Maple Leafs felhívta őt egy mérkőzés erejéig, amin adott egy gólpasszt és szerzett 2 perc büntetést. Ezután fél szezon az IHL-ben (Orlando Solar Bears) és fél szezon az AHL-ben. 1996–1997 a Toronto Maple Leafs ismét felhívta az NHL-be és 22 mérkőzésen játszott de gyengén (mindössze 2 assziszt). Ismét fél szezon az IHL-ben (Orlando Solar Bears, Milwaukee Admirals,) fél szezon az AHL-ben.
A Dallas Stars egy meccs erejéig felhivta az NHL-be majd ezután két-két szezont az IHL-ben (Michigan K-Wings) és az AHL-ben (Hershey Bears) töltött el.
A Colorado Avalancheben 2001–2002-ben 10 mérkőzésen lépett pályára végül Európába ment játszani. Részt vett a 2003-as jégkorong-világbajnokságon, ahol 6 mérkőzésen 5 gólt ütött. Öt idényt a német ligában szereplő Berlin Polar Bears játszott. 2007–2008-ban az osztrák ligában a Vienna Capitalsban játszott. 2008–2009-ben a japán ligában szerepelt a Nippon Paper Cranesben.

## Elismerései
- WCHA First All-Star Team: 1994